# Socalchemmis monterey
Espèce
Socalchemmis monterey est une espèce d'araignées aranéomorphes de la famille des Zoropsidae.

## Distribution
Cette espèce est endémique de Californie aux États-Unis,. Elle se rencontre dans le comté de Monterey.

## Description
Le mâle holotype mesure 13,2 mm et la femelle 14,1 mm.

## Étymologie
Son nom d'espèce lui a été donné en référence au lieu de sa découverte, le comté de Monterey.

## Publication originale
- Platnick & Ubick, 2001 : A revision of the North American spiders of the new genus Socalchemmis (Araneae, Tengellidae). American Museum novitates, no 3339, p. 1-25 (texte intégral).